# (24835) 1995 SM55
(24835) 1995 SM55 (designación provisional 1995 SM55) es un objeto transneptuniano, miembro de la familia de Haumea, que reside en el cinturón de Kuiper, ubicado en la región más externa del Sistema Solar. Fue descubierto el 19 de septiembre de 1995 por la astrónoma estadounidense Nichole Danzl, del programa Spacewatch del Observatorio Nacional Kitt Peak, cerca de Tucson, Arizona, Estados Unidos. Mide aproximadamente 700 kilómetros de diámetro y fue el segundo objeto más brillante conocido en el cinturón de Kuiper, después de Plutón, hasta el descubrimiento de 1996 TO66.

## Origen
(24835) 1995 SM55 es un miembro de la familia de Haumea. Tiene la velocidad de colisión más alta, con una δv de 123.3 m/s, de todos los miembros confirmados. Con base en su patrón común de absorciones de hielo en infrarrojo, espectro visible neutro y la agrupación de sus elementos orbitales, junto con los objetos (19308) 1996 TO66, (55636) 2002 TX300, (120178) 2003 OP32 y (145453) 2005 RR43 parecen ser fragmentos de colisión desprendidos del planeta enano Haumea.